# Przemysław Niepokój-Hepnar
Przemysław Niepokój-Hepnar (ur. 27 czerwca 1986 w Krośnie) – polski artysta fotograf. Członek rzeczywisty i Artysta Fotoklubu Rzeczypospolitej Polskiej (AFRP). Członek Fotoklubu Regionalnego Centrum Kultur Pogranicza w Krośnie. Ambasador marki Fujifilm Polska. Organizator jarmarku Kupuję, bo krośnieńskie.

## Życiorys
Przemysław Niepokój-Hepnar jest absolwentem I Liceum Ogólnokształcącego im. Mikołaja Kopernika w Krośnie, absolwentem Krakowskiej Akademii Fotografii oraz studiów magisterskich na Wyższej Szkoły Informatyki i Zarządzania w Rzeszowie. Związany z krośnieńskim środowiskiem fotograficznym – fotografuje od 2006 roku. Jest członkiem Kolektywu Fotografów AFTERIMAGE. Miejsce szczególne w jego twórczości zajmuje fotografia ludzi – w aspekcie reporterskim oraz dokumentalnym. 
Przemysław Niepokój-Hepnar jest autorem i współautorem wielu wystaw fotograficznych; indywidualnych (m.in. objętych patronatem Fotoklubu RP), zbiorowych, poplenerowych, pokonkursowych. Brał aktywny udział w Międzynarodowych Salonach Fotograficznych, organizowanych m.in. pod patronatem FIAP, zdobywając wiele akceptacji, medali, nagród, wyróżnień, dyplomów, listów gratulacyjnych. W 2015 roku został przyjęty w poczet członków Fotoklubu Rzeczypospolitej Polskiej Stowarzyszenia Twórców (legitymacja nr 401). 
Za osiągnięcia na niwie artystycznej i naukowej czterokrotnie otrzymał stypendium Ministerstwa Nauki i Szkolnictwa Wyższego. W czerwcu 2016 roku został laureatem nagrody Prezydenta Miasta Krosna – za osiągnięcia w dziedzinie kultury. Jest także laureatem nagrody Zarządu Województwa Podkarpackiego – za szczególne osiągnięcia w twórczości fotograficznej. W 2018 roku został uhonorowany Medalem „Za Zasługi dla Fotografii Polskiej” – odznaczeniem przyznawanym przez Kapitułę Fotoklubu Rzeczypospolitej Polskiej Stowarzyszenia Twórców – w 100. rocznicę odzyskania przez Polskę niepodległości. W maju 2020 roku został członkiem Rady Rozwoju Krosna. W 2021 otrzymał stypendium twórcze Ministerstwa Kultury i Dziedzictwa Narodowego. 

## Odznaczenia
- Medal „Za Zasługi dla Fotografii Polskiej” (2018)[27]